# Von Angesicht zu Angesicht
Von Angesicht zu Angesicht (Face à face) est une œuvre pour voix et ensemble écrite par Arvo Pärt, compositeur estonien associé au mouvement de musique minimaliste.

## Historique
Composée en 2005, l'œuvre est écrite pour soprano, baryton, clarinette, alto et contrebasse.